# 毛里西奥·卡赫尔

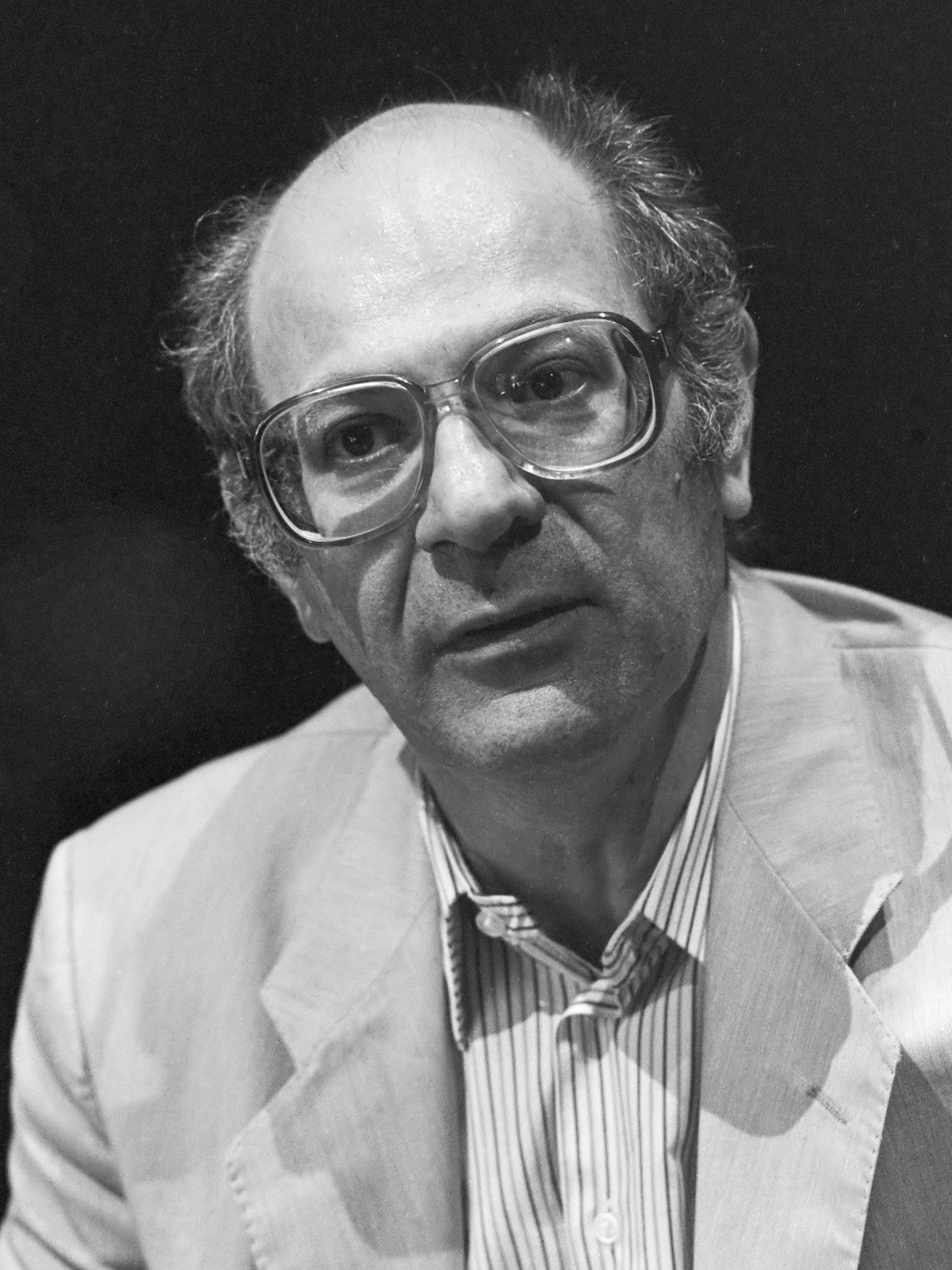
毛里西奥·卡赫尔（1985年）

毛里西奥·劳尔·卡赫尔（西班牙語：Mauricio Raúl Kagel，西班牙語發音：[mauˈɾisjo raˈul ˈkaɣel]，1931年12月24日—2008年9月18日），德国阿根廷裔作曲家、指挥、编剧、导演，主要作品涵盖了器乐、音乐戏剧、广播剧以及电影，是20世纪下半叶新音乐 (概念)的重要代表人物。

## 生平
毛里西奥·卡赫尔出生于布宜诺斯艾利斯的一个犹太人家庭，父母在20世纪20年代从俄国逃离至阿根廷。卡赫尔早期学习器乐、文学史和哲学，在布宜诺斯艾利斯做过影评家、钢琴伴奏和指挥等工作。在德国达姆施塔特参加了新音乐的短期课程之后，卡赫尔携妻子于1957年持奖学金来到德国科隆，并终生居住于此。
卡赫尔在20世纪60年代至70年代间在达姆施塔特、科隆、柏林、哥德堡、纽约等地担任教师和客座讲师，1974年至1997年间担任科隆音乐学院音乐戏剧教授。
卡赫尔是科隆新音乐乐团的创始人之一，在科隆、慕尼黑和乌得勒支等地的电子音乐工作室进行过创作。他不但指挥自己的许多作品，同时是自己创作的电影和广播剧的导演和制片人。

## 代表作品
卡赫尔被认为是“器乐戏剧”的代表人物，这种创新的表演形式把演奏者的面部表情、姿势和动作囊括到作品之中，并且突破许多戏剧的习惯和传统。例如作品《国家剧院》（Staatstheater）名为“Ensemble”的一幕中，16个不同音域的歌手都身穿歌剧戏服，然而相互间服饰风格完全不搭配，舞台上没有布景，歌手们也被固定在椅子上无法做出动作。卡赫尔自己发明乐器和演奏技术，例如作品《两人乐团》（Zwei-Mann-Orchester）和《异域》（Exotica）。他的音乐作品也有很强的戏剧化风格，比如《定音鼓小协奏曲》（Konzertstück für Pauken und Orchester）要求独奏者在乐曲结束时把自己的头部砸进鼓中。